# Никто не узнает (телесериал)
«Никто не узнает» — российский драматический телесериал режиссёра Алёны Званцовой. Пилотное название сериала — «Дети».
Премьерный показ состоялся с 4 по 14 апреля 2022 года на «Первом канале».

## Сюжет
Восемь сорокалетних друзей ещё во многом ведут себя как дети: в свободное от своих успешных карьер время гоняют в футбол, ходят большой компанией в кино, живут в своё удовольствие. Один из них (чиновник Игорь Гудков) однажды теряет сознание на улице от сердечного приступа, после чего решает завести ребёнка. Есть лишь одна проблема — он не может иметь детей.

## В ролях
- Евгения Брик — Даша Гудкова, жена Игоря, фотограф
- Кирилл Сафонов — Игорь Александрович Гудков, муж Даши, чиновник
- Виктория Исакова — Ника Самойлова, жена Мити, актриса
- Юрий Быков — Митя Казанцев, муж Ники, ресторатор
- Яна Сексте — Юля Куманцева, жена Владимира
- Александр Робак — Владимир Куманцев, «Хрюндель», муж Юли, продюсер
- Олег Ягодин — Герман, рок-музыкант
- Надежда Маркина — Анна Павловна Самойлова, мать Ники
- Арина Алтынова — Настя «Мышь», дочь Юли и Владимира
- Кирилл Комаров — Марк, брат Германа, учитель литературы
- Виталий Коваленко — Макс Михельсон, радиоведущий
- Дарья Урсуляк — Ольга Миткова, служащая департамента градостроительной политики
- Елена Прудникова — Лёля Казанцева, мать Мити
- Владимир Носик — Илья Семёнович Казанцев, отец Мити
- Анастасия Имамова — врач Даши
- Константин Желдин — пожилой доктор
- Алексей Розин — духовник
- Владимир Капустин — кардиолог
- Мирослава Малышкина-Малиновская — Соня, дочь Ники
- Виталия Корниенко — Лиза, дочь Ники

## Критика
Сериал получил сдержанные оценки критиков. Алексей Мажаев писал: «Приглушённые интонации повествования поначалу кажутся уместными: всё-таки герой Сафонова неизлечимо болен, а Евгения Брик сыграла в сериале одну из своих последних ролей, и, глядя на красивую актрису, невозможно не вспоминать о её безвременном уходе. Но ключ к пониманию картины, скорее всего, нужно искать в смурном персонаже Олега Ягодина».